# Papa Lando
Lando, o Landone (Sabina, 860/850 c. – Roma, 5 febbraio 914), è stato il 121º papa della Chiesa cattolica dal 913 fino alla sua morte.

## Biografia
Successore di Anastasio III, figlio di Raino di Foronovo (a cui Gaetano Moroni attribuisce nobili origini - proveniva infatti dal ramo Sabini dalla nobile famiglia romana dei Crescenzi) e originario della Sabina, Lando (o Landone) era un canonico regolare che fu nominato cardinale diacono (il relativo titolo è rimasto ignoto) in data imprecisata tra il 904 e il 911. Fu eletto al soglio pontificio tra il mese di luglio e quello di novembre dell'anno 913. Morì solo sei mesi dopo, nel febbraio o marzo del 914, e fu sepolto in San Pietro.
Non si conosce quasi nulla del suo pontificato, tranne il fatto che fu totalmente succube del senatore romano Teofilatto I, di sua moglie Teodora I, e della loro famiglia, i conti di Tuscolo.

## Il nome pontificale
Lando utilizzò un nome pontificale che non aveva precedenti nei suoi predecessori e che era anche il suo nome di nascita. Bisognerà aspettare l'olandese papa Adriano VI (1521-1523), al secolo Adrian Florenz, prima di trovare un altro pontefice che assunse il proprio nome di battesimo. Inoltre, per più di dieci secoli i pontefici assunsero nomi già portati da qualche predecessore, fino a Giovanni Paolo I (che comunque abbinò nomi già portati) nel 1978 e Francesco nel 2013.